# Marijn Dekkers
Marijn Emmanuel Johannes Dekkers (* 22. September 1957 in Tilburg) ist ein niederländisch-amerikanischer Manager und Chemiker. Er war von Oktober 2010 bis April 2016 Vorstandsvorsitzender der Bayer AG und von Mai 2016 bis November 2019 Aufsichtsratsvorsitzender bei Unilever.

## Leben
Marijn Dekkers wuchs als jüngstes von drei Kindern eines Kaufmanns im niederländischen Tilburg auf. Nach Besuch der örtlichen Schulen St. Aloysius (Grundschule) und St. Odulphus (Lyceum) studierte er Chemie und Chemieingenieurwesen an den Universitäten von Nijmegen und Eindhoven und beendete sein Studium mit einer Promotion bei Derk Heikens. Während dieser Zeit spielte er Tennis in der deutschen Oberliga in Emmerich.
Ab 1985 war er in verschiedenen Forschungsabteilungen von General Electric (GE) in den USA und Niederlanden tätig. 1988 wurde er Forschungsleiter des GE-Bereichs für Polymere und hatte danach weitere Führungspositionen in verschiedenen Polymer-Bereichen von GE inne.
1995 wechselte Dekkers zu Allied Signal (später Honeywell International Inc.) und übernahm die Leitung verschiedener Geschäftsbereiche. Im Jahr 2000 wurde er Chief Operation Officer bei der Thermo Electron Corporation (später Thermo Fisher Scientific Inc.), einem Spezialunternehmen für Laborgeräte, und stieg dort zwei Jahre später zum Chief Executive Officer und President auf.
Zum 1. Januar 2010 wurde er in den Vorstand der Bayer AG berufen und löste am 1. Oktober 2010 den bisherigen Vorstandsvorsitzenden Werner Wenning ab. Nach der ersten fünfjährigen Amtszeit wurde sein Vertrag auf Dekkers’ Wunsch nur um zwei Jahre bis Ende 2016 verlängert. Da er die vom damaligen Finanzvorstand Werner Baumann mit Unterstützung des Aufsichtsratsvorsitzenden Werner Wenning angestrebte Übernahme von Monsanto für einen Fehler hielt, trat er bereits zu Ende April 2016 von seinem Posten zurück.
Zum Mai 2016 wurde er Aufsichtsratsvorsitzender von Unilever. Im November 2019 trat er von diesem Amt zurück, um sich auf die von ihm 2017 gegründete Investment- und Beratungsfirma Novalis LifeSciences fokussieren zu können.

### Kritik
Am 3. Dezember 2013 äußerte sich Dekkers im Rahmen einer Kontroverse um die Lizenzierung eines von Bayer hergestellten Medikamentes dahingehend, dass dieses „nicht für den indischen Markt entwickelt worden sei, sondern für westliche Patienten, die es sich leisten können.“

### Persönliches
Dekkers besitzt die niederländische sowie US-amerikanische Staatsbürgerschaft. Er ist verheiratet und hat drei Töchter.

## Auszeichnungen
- „Manager des Jahres 2014“ des Manager Magazin.[10]
- „Unternehmer des Jahres 2015“, Preis der Leser von €URO, €uro am Sonntag und Börse Online, Finanzen Verlag.[11]
- „Innovativster CEO International 2015“, Innovationspreis der deutschen Wirtschaft